# 威尔逊桥
威尔逊桥（法语：Pont Wilson）是法国图尔的一座古老的拱桥，横跨卢瓦尔河，建于1765-1778年，长434米，宽21米，共有15个桥拱。其北侧为舒瓦瑟尔广场，南侧为阿纳托尔·法郎士广场和国家街。

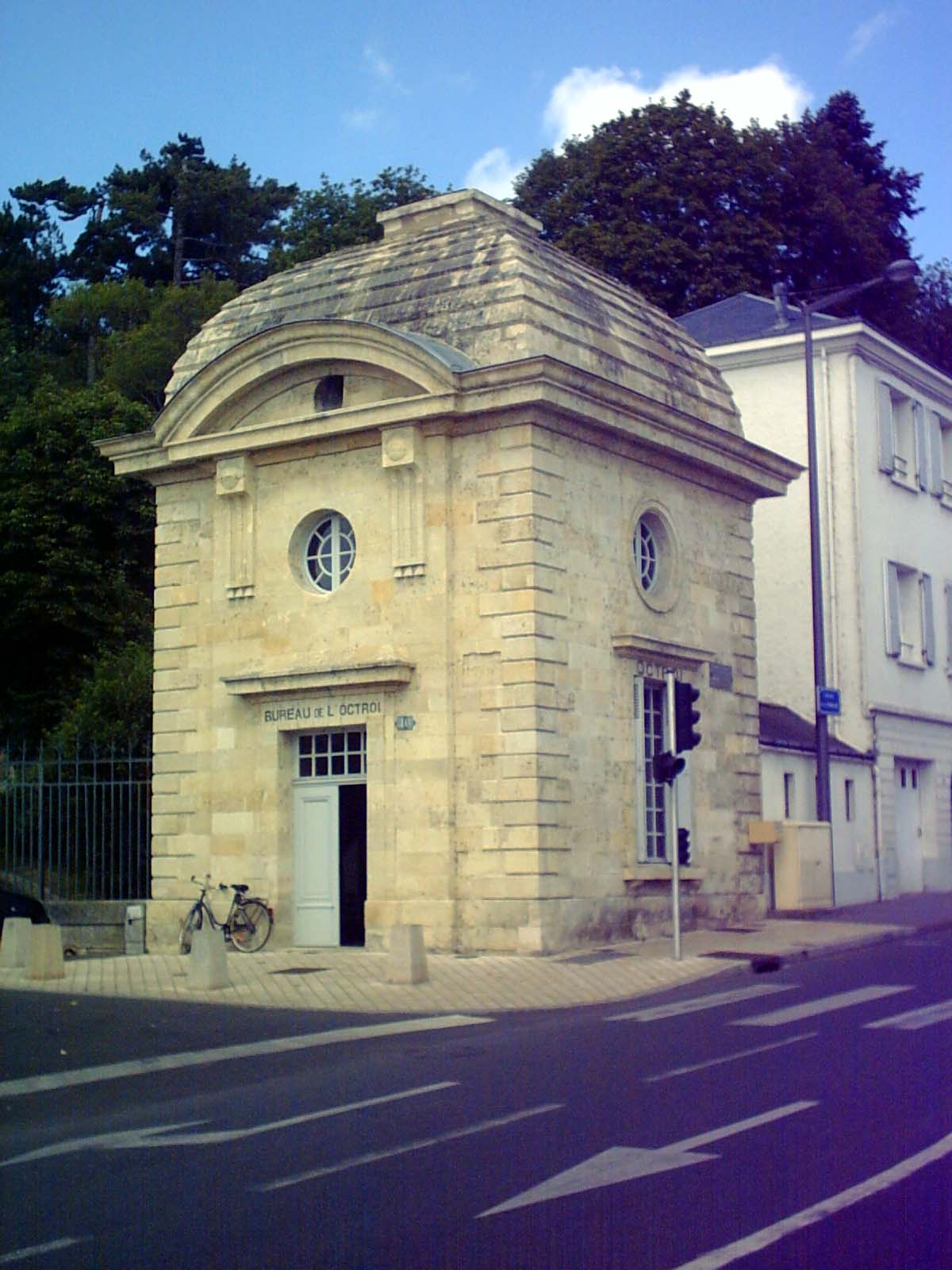

1926年该桥列为法国历史古迹。